# Рийф Ларсън
Рийф Ларсън (на английски: Reif Larsen) е американски писател на произведения в жанра драма и научна фантастика.

## Биография и творчество
Рийф Ларсън е роден на 2 март 1980 г. в Кеймбридж, Масачузетс, САЩ. Родителите му са художници. Завършва средно образование в Академия Милтън през 1998 г. Следва в Университет „Браун“ и в Колумбийския университет и получава магистърска степен по художествена литература.
Първият му роман „Избраните творби на Т. В. Спивет“ е издаден през 2009 г. Дванайсетгодишния Т. В. Спивет, живеещ в ранчо в Монтана, неочаквано научава, че е удостоен с наградата „Беърд“ на института Смитсониън за изключително прецизните си ентомоложки илюстрации. Той тръгва тайно на път към Вашингтон, а пътуването му ще му помогне да открие себе си и любовта. Сюжетът е обогатен с обширни илюстрации, карти, картини, диаграми и странични бележки. Романът става бестселър и е преведен на над 25 езика по света. През 2013 г. е екранизиран в едноименния филм на Жан-Пиер Жьоне с участието на Хелена Бонам Картър, Джуди Дейвис и Калъм Кийт Рени.
Есетата и разказите му са публикувани в „Ню Йорк Таймс“, „Гардиън“, „Tin House“, „One Story“, „The Millions“, „Virginia Quarterly Review“, „Travel + Leisure“, „Asymptote Journal“ и „The Believer“.
Вторият му роман „I Am Radar“ (Аз съм радар) е публикуван през 2015 г.
Рийф Ларсън живее със семейството си в Трой.

## Произведения

### Самостоятелни романи
- The Selected Works of T. S. Spivet (2009) – издаден и като „The Young and Prodigious T. S. Spivet“
Избраните творби на Т. В. Спивет, изд. „Millennium“ (2010), прев. Невена Кръстева-Дишлиева и Владимир Молев
- I Am Radar (2015)
- Entrances & Exits (2016)

### Екранизации
- 2013 The Young and Prodigious T.S. Spivet